# José Echegaray
José Echegaray y Eizaguirre (Madrid, 19 de abril de 1832 — Madrid, 4 de setembro de 1916) foi um engenheiro civil, matemático e dramaturgo do último quarto do século XIX.
Junto com o poeta provençal Frédéric Mistral, foi agraciado com o Prêmio Nobel de Literatura em 1904, tornando-se o primeiro espanhol a ganhar o prêmio. Sua peça mais famosa é El gran Galeoto, um drama escrito da maneira do século XIX, de grande melodrama. Trata-se do efeito tóxico que a fofoca infundada tem sobre a felicidade de um homem de meia-idade. Echegaray encheu-o com instruções palco elaboradas, que iluminam o que hoje é considerado um estilo hammy de agir popular no século XIX. A Paramount Pictures filmou em silêncio com o título alterado para The World and His Wife. Suas peças mais notáveis são Santo ou louco? (O locura o santidad, 1877); Mariana (1892); El estigma (1895); A Calum (La duda, 1898), e El loco Dios (1900).
Sepultado no Cemitério de San Isidro.

## Obra literária
Algumas das suas obras mais destacadas são as seguintes de acordo com o artigo da Wikipedia em castelhano:
- El libro talonario (1874)
- La esposa del vengador  (1874)
- La última noche (1875)
- En el puño de la espada (1875)
- Um sol nascente e um sol no ocaso : comédia em um acto, em verso - no original Un sol que nace y un sol que muere (1876)
- Cómo empieza y cómo acaba (1876)
- El gladiador de Revens (1876)
- Locura o santidad (1876).
- O locura o santidad (1877)
- Iris de paz (1877)
- Para tal culpa, tal pena (1877)
- Lo que no puede decirse (1877)
- En el pilar y en la cruz (1878)
- Correr en pos de un ideal (1878)
- Algunas veces aquí (1878)
- Morir por no despertar (1879)
- En el seno de la muerte (1879)
- Bodas trágicas (1879)
- Mar sin  orillas (1879)
- La muerte en los labios (1880)
- El gran Galeoto (1881)
- Haroldo el normando (1881)
- Los dos curiosos impertinentes (1881)
- Conflicto entre dos deberes (1882)
- Un milagro en Egipto (1884)
- Piensa mal ¿y acertarás? (1884)
- Manantial que no se agota (1889)
- Los rígidos (1889)
- Siempre en ridículo (1890)
- El prólogo de un drama (1890)
- Comedia sin desenlace (1891)
- Mariana (1891)
- El hijo de Don Juan (1892).
- El poder de la impotencia (1893)
- A la orilla del mar (1893)
- La rencorosa (1894)
- Mancha que limpia (1895)
- El estigma (1895)
- Amor salvaje (1896)
- La calumnia por castigo (1897)
- El hombre negro (1898)
- Silencio de muerte (1898)
- El loco de Dios (1900).
- Lances entre caballeros (Madrid, Sucesores de Rivadeneyra, s.a.)